# زنگوای علیا
زنگوای علیا، روستایی از توابع بخش کبگیان شهرستان بویراحمد در استان کهگیلویه و بویراحمد ایران است.

## جمعیت
این روستا در دهستان چنار قرار دارد و براساس سرشماری مرکز آمار ایران در سال ۱۳۹۵، جمعیت آن ۶۰ نفر (۱۲خانوار) بوده‌است.